# 索维亚克
索维亚克（法語：Sauviac，法語發音：[sovjak]）是法国吉伦特省的一个市镇，属于朗贡区。

## 地理
索维亚克（44°24'20"N, 0°11'10"W）面积11.15 平方千米，位于法国新阿基坦大区吉倫特省，该省份为法国西南部沿海省份，是法國本土面积最大的省，北起滨海夏朗德省，西临大西洋，南至朗德省，东南接洛特-加龍省，东临多爾多涅省。
与索维亚克接壤的市镇（或旧市镇、城区）包括：圣科姆、巴扎斯、比拉克、屈多斯。

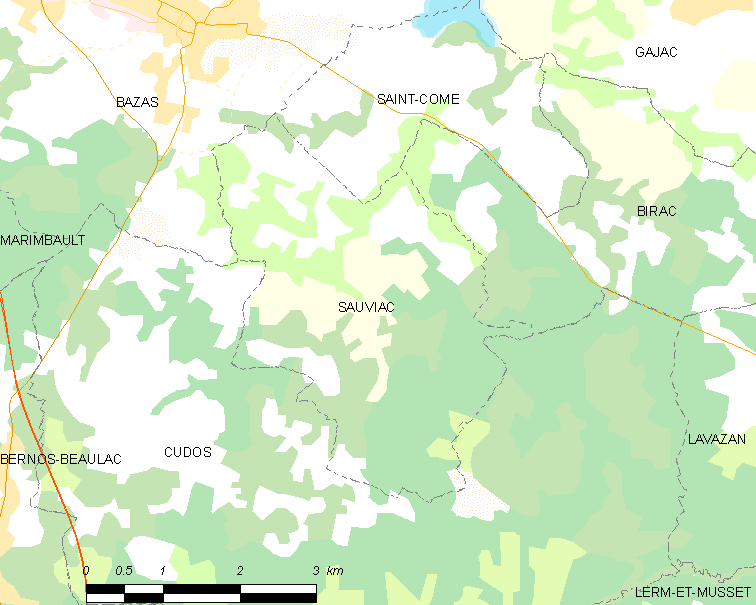
索维亚克的OSM定位图

索维亚克的时区为UTC+01:00、UTC+02:00（夏令时）。

## 行政
索维亚克的邮政编码为33430，INSEE市镇编码为33507。

## 政治
索维亚克所属的省级选区为南吉伦特县。

## 人口

1962-2008年间索维亚克人口变化图示

索维亚克于2022年1月1日时的人口数量为330人。